# Fagraea kalimantanensis
Fagraea kalimantanensis är en gentianaväxtart som först beskrevs av Leenh., och fick sitt nu gällande namn av Khoon Meng Wong och J.B. Sugau. Fagraea kalimantanensis ingår i släktet Fagraea och familjen gentianaväxter. Inga underarter finns listade i Catalogue of Life.